# Fugitive Slave Law

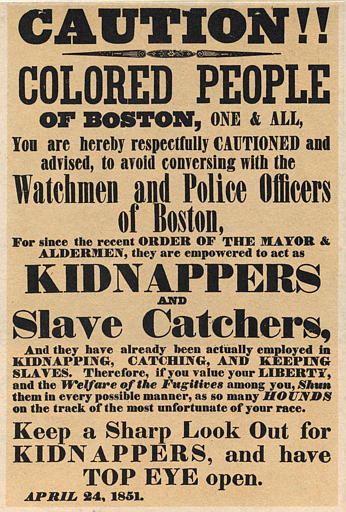
Un manifesto del 24 aprile 1851 mette in guardia gli afroamericani di Boston dai poliziotti, indicati come procacciatori di schiavi.

La legge sugli schiavi fuggitivi del 1850 (in inglese: Fugitive Slave Law, o Fugitive Slave Act) fu una legge statunitense approvata dal Congresso degli Stati Uniti il 18 settembre 1850, nell'ambito del Compromesso del 1850 tra gli interessi schiavistici degli Stati del sud del Paese e il Partito del Suolo Libero del nord. Questo provvedimento, promulgato durante la presidenza di Millard Fillmore, fu una delle più controverse tra le leggi adottate nell'ambito del Compromesso, e fece aumentare le paure del nord rispetto a una "cospirazione del potere schiavista".

## Contesto
La legge sugli schiavi fuggitivi del 1793 era una legge federale che applicava una sezione della Costituzione degli Stati Uniti, la quale prevedeva il ritorno coatto degli schiavi fuggiti ai propri padroni. Puntava a costringere le autorità degli stati abolizionisti a far tornare gli schiavi presso i loro padroni. Nei fatti, la legge era applicata raramente, vista l'opposizione allo schiavismo diffusa negli Stati del nord. Alcuni di questi stati avevano adottato leggi sulla libertà personale, che richiedevano un pronunciamento di una giuria in un processo prima che fosse possibile riportare gli schiavi ai padroni, temendo che i fuggitivi fossero rapiti; altri stati vietarono l'uso delle prigioni locali o l'assistenza di ufficiali dello Stato per arrestare, detenere o riconsegnare ai padroni coloro che erano stati schiavi ed erano scappati. In alcuni casi, le giurie rifiutavano di togliere la libertà personale a individui accusati in base alla legge federale. Inoltre, in alcune aree erano gli stessi abitanti a combattere attivamente il rapimento e la deportazione delle persone di colore.
La Corte Suprema del Missouri sostenne a più riprese che trasferire schiavi in uno Stato abolizionista rendeva automaticamente liberi gli schiavi. Nella sentenza Prigg contro Pennsylvania del 1842, la Corte Suprema degli Stati Uniti stabilì che gli Stati non erano tenuti a collaborare alla caccia o alla cattura degli schiavi fuggitivi, indebolendo fortemente la legge del 1793.

## La nuova legge
In risposta a questa politica, la legge sugli schiavi fuggitivi del 1850 rese punibili con una multa di 1.000 dollari ogni ufficiale di polizia federale (marshal) che non procedeva all'arresto di un presunto fuggitivo. Gli ufficiali avevano, adesso, il dovere di arrestare chiunque fosse sospettato di essere uno schiavo fuggito, in base anche ad una semplice dichiarazione giurata di proprietà da parte del ricorrente. Lo schiavo sospettato non avrebbe potuto chiedere un processo con una giuria o rilasciare una testimonianza in proprio favore. Inoltre, qualsiasi persona avesse aiutato un fuggitivo, fornendogli cibo o alloggio, sarebbe stata punita con una multa di 1.000 dollari e con la prigione fino a sei mesi. Agli agenti che catturavano uno schiavo fuggito sarebbe stato conferita una gratifica aggiuntiva. Agli schiavisti bastava sporgere denuncia, per ottenere la cattura di un fuggitivo. Ciò portò anche molte persone di colore, non fuggitive, a essere catturate e ridotte in schiavitù.

## Conseguenze
La legge riportò la questione dello schiavismo all'interno degli Stati liberi, in quanto i loro abitanti e le loro istituzioni erano resi responsabili dell'applicazione dello schiavismo. Anche gli abolizionisti più moderati erano messi davanti all'immediata necessità di scegliere se opporsi alla legge o rinunciare ai propri ideali.
Il reverendo Luther Lee, pastore della Chiesa Metodista Wesleyana, nel 1855 scrisse:
Altri attivisti, come la leader afroamericana Harriet Tubman, considerarono la legge semplicemente come un'altra complicazione alle loro attività. Il Canada divenne la principale destinazione degli schiavi fuggiti.

## Abrogazione
Nell'agosto 1861, durante la guerra di secessione, il Congresso votò la legge detta Confiscation Act, che impediva ai proprietari di schiavi di recuperare i loro diritti su schiavi fuggitivi catturati. La legge, sostenuta da Lyman Trumbull, fu approvata con un voto quasi all'unanimità e stabilì l'emancipazione per via militare come una politica ufficiale dell'Unione, ma si applicava comunque solo agli schiavi che sarebbero stati usati dai proprietari schiavisti ribelli per favorire la Confederazione. Le forze dell'esercito dell'Unione avevano talvolta restituito fuggitivi ai loro presunti proprietari fino al marzo 1862, quando il Congresso votò una legge proibendo alle forze armate di rimandare chiunque in uno stato di schiavitù. Nonostante queste leggi avessero in pratica posto fine alla restituzione di schiavi fuggitivi, la legge del 1850 fu abrogata solo nel giugno 1864.